# Cẩm Liên
Cẩm Liên là một xã cũ thuộc huyện Cẩm Thủy, tỉnh Thanh Hóa, Việt Nam.

## Địa giới hành chính
Xã Cẩm Liên nằm ở phía tây bắc của huyện Cẩm Thủy. 
- Phía bắc giáp xã Cẩm Thành, huyện Cẩm Thủy.
- Phía đông giáp xã Cẩm Thạch, huyện Cẩm Thủy.
- Phía nam giáp xã Thạch Lập, huyện Ngọc Lặc.
- Phía tây giáp xã Điền Hạ, huyện Bá Thước.

## Hành chính
Xã Cẩm Liên cùng với xã Cẩm Thành được thành lập năm 1964 trên cơ sở chia tách từ xã Cẩm Thạch. Xã Cẩm Liên sau khi chia tách gồm có 7 xóm: Dùng, An Ninh, Liên Sơn, Mòng, Đồ, Thạch Minh và Thạch An.
Từ ngày 1 tháng 7 năm 2025, theo Nghị quyết số 1686/NQ-UBTVQH15, giải thể huyện Cẩm Thủy và thành lập xã Cẩm Thạch trên cơ sở sáp nhập toàn bộ diện tích tự nhiên và dân số của 4 xã là Cẩm Thành, Cẩm Liên, Cẩm Bình và Cẩm Thạch.